# 奈知未佐子
奈知未佐子（日语：奈知 未佐子，1951年1月21日—），日本女性漫畫家。出身於神奈川縣。

## 人物簡介
早年擔任過水木茂的助手，1979年在小學館少女漫畫初載作品正式出道。1997年以《越後屋小判》榮獲第26回日本漫畫家協會獎優秀獎。
目前在《月刊flowers》連載《黃色貓咪的夢日記》。

### 特色
奈知的作品特色是將漫畫日本民間故事和西方國家為舞台融入奇幻題材中，並創造出豐富的故事內容、讓人印象深刻的事物及可愛的人物造型，構築出她作品獨特的世界觀受到讀者的廣大歡迎。

## 作品列表
※粗體字表示說明收錄在「奈知未佐子傑作集系列」，中文版由尖端出版正式授權發行。

### 童話
- 第3卷：赤（集英社，1984年3月）。原作：格林兄弟、 文 ISBN 978-4082580032

### 漫畫
- 世界歴史 第6卷：近代夜明 －《中公Comics》（中央公論社，1984年5月）。手塚治虫監修、奈知未佐子 繪
- - 《Sanrio Roman Comics》（三麗鷗，舊書. 1984年8月／新書. 1989年10月）
-   (世界名作4)

（1986年6月，音樂之友社）。手塚製作公司製作、作畫：奈知未佐子 ISBN 978-4276345546
- （1986年9月，梧桐書院（日语：梧桐書院））。奈知未佐子、 繪 ISBN 978-4340030057
- －《TV Comics》，分上冊、下冊（WANI BOKKS（日语：ワニブックス），1989年）。原作：伴一彥、作畫：奈知未佐子

上. 1989年2月 ISBN 978-4847010804
下. 1989年3月 ISBN 978-4847010804
- 花姑娘－《創美社Comics》（創美社（日语：集英社クリエイティブ），1996年6月）ISBN 978-4420220231
- 螢火蟲渡船夫－《創美社Comics》（創美社，1997年8月）ISBN 978-4420220323
- 風中的故事－《YOU》，全3冊（集英社，1998年－1999年）
  1. 1998年3月 ISBN 978-4088624075
  2. 1998年12月 ISBN 978-4088624358
  3. 1999年11月 ISBN 978-4088624730
- （小學館文庫，2002年12月）ISBN 978-4091915016
- －《Flower Comics Special（日语：フラワーコミックス）》（小學館，2003年5月26日）
月之絮語星之頌 ISBN 978-4406030052
雲之呢喃風之歌 ISBN 978-4091388919
- (1)－《E-comix (Vol.3)》（eBook出版（日语：イーブックイニシアティブジャパン），2003年6月）。柳川茂 著、奈知未佐子 繪 ISBN 978-4901271073
- ：（2009年2月10日，小學館）ISBN 978-4091323378
- 珠玉名作 (1) 家族情景：（2009年11月14日，小學館Comis文庫）ISBN 978-4091950116
- 語 ～幸犬物語～－（2012年5月14日，少年畫報社）ISBN 978-4785938406
- 珠玉名作 (5) ：「踊火 跳提」、「幼枕」（2013年6月15日，小學館Comic文庫）ISBN 978-4091911605
- 100物語 犬語－《Flower Comics α(Alpha)（日语：フラワーコミックス）》（2013年10月10日，小學館）。石川利昭 語部、奈知未佐子 繪 ISBN 978-4091355751
- 私語 (2) ～侑川十子記～－（2014年7月14日，少年畫報社）ISBN 978-4785953362

#### 奈知未佐子傑作集
1. 羊谷的傳說－《Petit Flower Comics（日语：プチフラワーコミックス）》（小學館，1986年2月）ISBN 978-4091785817
2. 天女的水酒－《Petit Flower Comics》（小學館，1988年5月）ISBN 978-4091785824
3. 銀色的絲線－《Petit Flower Comics》（小學館，1990年8月）ISBN 978-4091785831
4. 天使的吊鐘－《Petit Flower Comics》（小學館，1991年5月）ISBN 978-4091785848

#### 奈知未佐子短篇集
貓咪的金幣 - 《Petit Flower Comics》（小學館，1994年8月20日）ISBN 978-4091785855
月之馬傳說－《Petit Flower Comics》（小學館，1996年11月）ISBN 978-4091785862
紫姬千羽鶴－《Petit Flower Comics》（小學館，1999年2月）ISBN 978-4091785879
魔女的信－《Petit Flower Comics》（小學館，2001年9月）ISBN 978-4091785886
－奈知未佐子自選短篇集 - 《Flower Comics Special》（小學館，2011年4月8日）ISBN 978-4091338693
奈知未佐子短篇集　～思出小箱15粒～ - 《Flower Comics α(Alpha)》（小學館，2013年8月9日）ISBN 978-4091355676

#### 單行本
- －《來夢Comics》（光風社出版，1994年7月）ISBN 978-4875199557
- 浪漫漫畫 人物日本女性史6（日语：ロマンコミックス 人物日本の女性史）「光明皇后」（世界文化社，2000年1月）ISBN 978-4418852062
- （主婦之友社（日语：主婦の友社），2002年4月）。佐佐木真理 作、奈知未佐子 繪 ISBN 978-4072335086
- （新日本出版社，2003年6月）。菊池俊 著、奈知未佐子 繪 ISBN 978-4406030052
- （新日本出版社，2005年2月）。小川英子 著、奈知未佐子 繪 ISBN 978-4406031646
- ！（新日本出版社，2012年2月）。小川英子 作、奈知未佐子 繪 ISBN 978-4406055468

## 相關項目
- 24年組
- 水木茂

## 外部連結
- （日語）－奈知未佐子的官方個人部落格。
- （日語）
- 奈知未佐子 Webcat Plus （页面存档备份，存于） （日語）